# Chalco-Atenco
Chalco-Atenco fue una parte de un complejo altépetl similar a una confederación en el centro de México. Chalco-Atenco era un altépetl o ciudad estado que formaba una alianza militar y cultural con los grandes altépetl de Tlalmanalco Tlacochcalco, Amaquemecan, Tenanco Texopalco Tepopolla y Chimalhuacán-Chalco, que eran ellos mismos subdivididos en altépetl tlayacatl, además de pequeños altépetl ligados a la identidad a étnica Chalca , cada uno con su propio tlatoani. Sus habitantes eran conocidos como los Chalcas”
Siendo esta ciudad estado un importante centro de comercio a la orilla del lago de Chalco, con prominentes embarcaderos y un tianguis muy grande el cual rivalizaba con el de Tlatelolco hasta que el dominio mexica sojuzgo a los chalcas.
Entre los siglos XIV y principios del XV se libraron las Guerras Floridas entre los chalcas y los mexicas. En 1446 estalló una fuerte guerra, según el historiador indígena Chimalpahin,originario de la villa de amecameca, esto se debió al rechazo de los chalcas al no contribuir con materiales de construcción para el templo de Huitzilopochtli. Chalco fue finalmente conquistado por los mexicas bajo Moctezuma I alrededor de 1465, y los reyes de Chalco fueron exiliados a Huexotzinco. Los regentes fueron restaurados por Tizoc en 1486, quien instaló un nuevo tlatoque. Chalco pagó tributo a Tenochtitlan en forma de alimentos más que cualquier otra región del Valle de México, probablemente debido a su ubicación y lo fértil del suelo.
En el otoño de 1519 los conquistadores Pedro de Alvarado y Bernardino Vázquez de Tapia llegaron a Chalco(Chalco-atenco) posteriormente en su mayoría los tlatoanis de los chalcas se aliaron con los españoles y participaron en la caída de los mexicas, posteriormente Hernán Cortés crearía una encomienda en Chalco para sí mismo pero no pudo mantener posesión de ella. En 1533 Chalco fue designado como corregimiento. Varios lugares fuera de la región tradicional de Chalco se le agregarían en la época colonial.